# Liam de Young

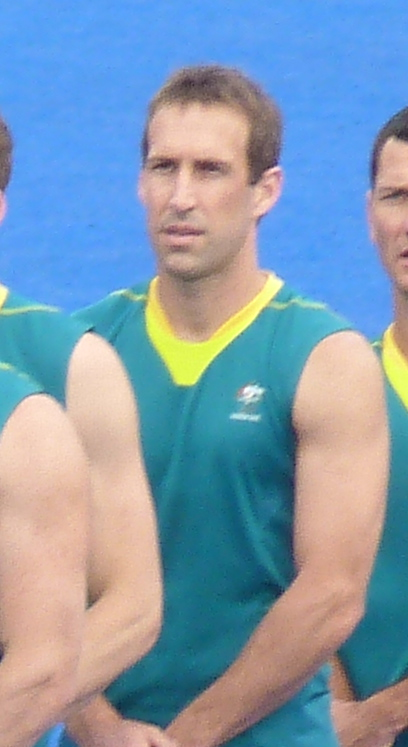
Liam de Young (2012)

Liam Andrew de Young OAM (* 10. Dezember 1981 in Brisbane) ist ein ehemaliger australischer Hockeyspieler, der mit der australischen Hockeynationalmannschaft 2004 Olympiasieger sowie 2008 und 2012 Olympiadritter war. 2010 und 2014 war er Weltmeister, 2002 und 2006 Weltmeisterschaftszweiter.

## Sportliche Karriere
Liam de Young wirkte in 312 Länderspielen mit, in denen er 35 Tore erzielte. In der Nationalmannschaft trug er meist die Rückennummer 2.
Sein erstes großes internationales Turnier war 2002 die Weltmeisterschaft in Kuala Lumpur. Die Australier gewannen ihre Vorrundengruppe und erreichten das Finale mit einem 4:1-Sieg im Halbfinale über die Niederländer. Im Finale unterlagen die Australier der deutschen Mannschaft mit 1:2. Liam de Young war in sieben von neun Spielen dabei, im Finale wurde er nicht eingewechselt. Im europäischen Sommer 2002 fanden in Manchester die Commonwealth Games 2002 statt. Die Australier siegten im Finale mit 5:2 über die Neuseeländer.
Zwei Jahre später belegten die Australier in der Vorrunde der Olympischen Spiele 2004 in Athen den zweiten Platz hinter den Niederländern. Im Halbfinale bezwangen sie die spanische Mannschaft mit 6:3. Das Finale gegen die Niederländer ging mit 1:1 in die Verlängerung, in der 78. Minute erzielte Jamie Dwyer das Tor zum 2:1-Endstand. Liam de Young war in vier von Sieben Spielen dabei, im Finale saß er wie 2002 auf der Bank. Es war der bislang einzige Olympiasieg für die australischen Männer überhaupt. Im März 2006 fanden in Melbourne die Commonwealth Games statt. Die Australier besiegten im Finale die Mannschaft Pakistans. Im September wurde die Weltmeisterschaft in Mönchengladbach ausgetragen. Die Australier gewannen ihre Vorrundengruppe vor den Spaniern und besiegten im Halbfinale die Südkoreaner mit 4:2. Im Finale unterlagen die Australier der deutschen Mannschaft mit 3:4.
2008 bei den Olympischen Spielen in Peking belegten die Australier wie vier Jahre zuvor den zweiten Platz in ihrer Vorrundengruppe hinter den Niederländern. Im Halbfinale unterlagen sie der spanischen Mannschaft mit 2:3. Im Spiel um die Bronzemedaille bezwangen sie die Niederlande mit 6:2. Im März 2010 fand in Neu-Delhi die Weltmeisterschaft statt. Die Australier gewannen ihre Vorrundengruppe vor der englischen Mannschaft. Im Halbfinale bezwangen die Australier die Niederländer mit 2:1, im Finale besiegten sie die deutsche Mannschaft ebenfalls mit 2:1. Ein halbes Jahr später fanden in Delhi die Commonwealth Games 2010 statt. Im Finale bezwangen die Australier die Mannschaft aus dem Gastgeberland Indien klar.
2012 bei den Olympischen Spielen in London gewannen die Australier ihre Vorrundengruppe vor der britischen Mannschaft. Im Halbfinale unterlagen sie der deutschen Mannschaft mit 2:4. Das Spiel um den dritten Platz gewannen die Australier mit 3:1 über die Briten. Zwei Jahre später bei der Weltmeisterschaft in Den Haag gewannen die Australier ihre Vorrundengruppe mit fünf Siegen in fünf Spielen. Nach einem 5:1-Halbfinalsieg über die argentinische Mannschaft bezwangen die Australier im Finale die niederländische Mannschaft mit 6:1.
Liam de Young wurde im Januar 2005 mit der Medaille des Order of Australia ausgezeichnet.